# Joburg Open
Die Joburg Open ist ein professionelles Golfturnier der Männer auf der südafrikanischen Sunshine Tour. Das Event wurde 2007 gegründet und wurde im Dezember im Royal Johannesburg & Kensington Golf Club in Johannesburg, Südafrika gespielt.
Das Turnier wurde in den ersten beiden Runden auf dem West- und Ostkurs ausgetragen, mit einem großen Starterfeld von über 200 Teilnehmern. Die letzten beiden Runden wurden auf dem Ostkurs gespielt, wobei der Cut bei den Top 65 gesetzt ist.
Seit seiner Einführung wurde das Turnier von der European Tour unterstützt, dank der ein höheres Preisgeld und ein stärkeres Teilnehmerfeld am Start ist.

## Siegerliste
| Jahr    | Saison European | Sieger               | Nationalität | Ergebnis     | Vorsprung       |
| ------- | --------------- | -------------------- | ------------ | ------------ | --------------- |
| 2025    | 2025            | Calum Hill           | Schottland   | 266 (−14)    | Sieg im Playoff |
| 2024    | Kein Turnier    | Kein Turnier         | Kein Turnier | Kein Turnier | Kein Turnier    |
| 2023    | 2024            | Dean Burmester       | Südafrika    | 262 (−18)    | 3 Schläge       |
| 2022    | 2023            | Dan Bradbury         | England      | 269 (−21)    | 3 Schläge       |
| 2021*   | 2022            | Thriston Lawrence    | Südafrika    | 130 (−12)    | 4 Schläge       |
| 2020    | 2020            | Joachim B. Hansen    | Dänemark     | 269 (−19)    | 2 Schläge       |
| 2018–19 | Kein Turnier    | Kein Turnier         | Kein Turnier | Kein Turnier | Kein Turnier    |
| 2017    | 2018            | Shubankar Sharma     | Indien       | 264 (−23)    | 3 Schläge       |
| 2017*   | 2017            | Darren Fichardt      | Südafrika    | 200 (−15)    | 1 Schlag        |
| 2016    | 2016            | Haydn Porteous       | Südafrika    | 269 (−18)    | 2 Schläge       |
| 2015    | 2015            | Andy Sullivan        | England      | 270 (−17)    | 2 Schläge       |
| 2014    | 2014            | George Coetzee       | Südafrika    | 268 (−19)    | 3 Schläge       |
| 2013    | 2013            | Richard Sterne (2)   | Südafrika    | 260 (−27)    | 7 Schläge       |
| 2012    | 2012            | Branden Grace        | Südafrika    | 270 (−17)    | 1 Schlag        |
| 2011    | 2011            | Charl Schwartzel (2) | Südafrika    | 265 (−19)    | 4 Schläge       |
| 2010    | 2010            | Charl Schwartzel (1) | Südafrika    | 261 (−23)    | 6 Schlag        |
| 2009    | 2009            | Anders Hansen        | Dänemark     | 269 (−15)    | 1 Schlag        |
| 2008    | 2008            | Richard Sterne (1)   | Südafrika    | 271 (−13)    | Sieg im Playoff |
| 2007    | 2007            | Ariel Cañete         | Argentinien  | 266 (−19)    | 2 Schläge       |

- 2017 wurde das Turnier wetterbedingt auf 3 Runden verkürzt
- 2021 wurde das Turnier wetter- und coronabedingt auf 2 Runden verkürzt